# Волосовка (Тернопольская область)
Волосовка (укр. Волосівка) — село в Зборовской городской общине Тернопольского района Тернопольской области Украины.
Код КОАТУУ — 6122689807. Население по переписи 2001 года составляло 349 человек.
До 2020 года входило в Зборовский район.

## Географическое положение
Село Волосовка находится на берегу реки Гнилка,
выше по течению на расстоянии в 1,5 км расположено село Мшана,
ниже по течению примыкает село Подгайчики,
на противоположном берегу — село Ярчовцы.
Рядом проходит железная дорога, станция Ярчовцы.

## История
- 1656 год — дата основания.

## Объекты социальной сферы
- Школа I ст.